# ۴۸ (پیش از میلاد)
۴۸ (پیش از میلاد) ۴۸مین سال قبل از تقویم میلادی است.